# Hvidvinget terne
Hvidvinget terne (Chlidonias leucopterus) er en fugleart i terneslægten Chlidonias. Den yngler i Europa og Asien i kolonier ved lavvandede søer eller nyligt oversvømmede områder. Arten ligner sortterne, men kendes på større kontrast mellem den sorte krop og de hvide overvinger samt på de sorte undervinger.
Hvidvinget terne er en sjælden gæst i Danmark.